# 시데로스기
시데로스기(Siderian)는 고원생대의 첫 기(紀)이다. 철을 의미하는 그리스어 σίδηρος sídēros[*]에서 유래한다.